# Les Sorcières d'Halloween 2
Série Les Sorcières d'Halloween
Les Sorcières d'Halloween
(1998) Les Sorcières d'Halloween 3
(2004)
Pour plus de détails, voir Fiche technique et Distribution.
Le Sorcières d'Halloween 2, ou Les Sorcières d’Halloween 2 : Cal le charmant maléfique au Québec, (Halloweentown II: Kalabar's Revenge) est un téléfilm américain de la collection des Disney Channel Original Movie réalisé par Mary Lambert et diffusé en 2001.

## Synopsis
Halloweentown est une fois de plus en proie à de terribles maléfices. Le fils de Calabar entend en effet se venger sur la ville de la défaite de son père. Mais c'est sans compter sur la pugnacité de la famille Cromwell à sauver le monde des monstres et, par la même occasion celui des humains.

## Distribution
- Debbie Reynolds (VF : Régine Blaess) : Aggie Cromwell
- Judith Hoag (VF : Anne Rondeleux) : Gwen Piper
- Kimberly J. Brown (VF : Marie-Eugénie Maréchal) : Marnie Piper
- Joey Zimmerman (VF : Alexis Pivot) : Dylan Piper
- Emily Roeske (VF : Kelly Marot) : Sophie Piper
- Phillip Van Dyke (VF : Jérôme Berthou) : Luke
- Daniel Kountz (VF : Axel Kiener) : Kal
- Peter Wingfield (VF : Franck Capillery) : Alex
- Blu Mankuma (VF : Pascal Renwick) : Gort
- Richard Side (VF : Éric Etcheverry) : Benny
- Jessica Lucas (VF : Zoé Bettan) : La vampire
- Scott Owen (VF : Régis Reuilhac) : L'annonceur